# Kristoffer Skjerping
Kristoffer Skjerping (Bergen, 4 de mayo de 1993) es un ciclista noruego que fue profesional entre 2012 y 2019.
El 22 de noviembre de 2019 anunció su retirada como ciclista profesional a los 26 años de edad tras no renovar su contrato con el Uno-X Norwegian Development, equipo con el que compitió la última temporada de su trayectoria deportiva.

## Palmarés
2014
- 1 etapa del Tour del Porvenir
- 3.º en el Campeonato Mundial en Ruta sub-23

2017
- 3.º en el Campeonato de Noruega Contrarreloj

2018
- 3.º en el Campeonato de Noruega Contrarreloj

2019
- Ringerike GP
- Gylne Gutuer

## Resultados en Campeonatos del Mundo
Durante su carrera deportiva consiguió los siguientes puestos en los Campeonatos del Mundo:
| Carrera              | Carrera              | 2012 | 2013 | 2014 | 2015 | 2016 | 2017 | 2018 | 2019 |
| -------------------- | -------------------- | ---- | ---- | ---- | ---- | ---- | ---- | ---- | ---- |
| Mundial en Ruta      | Mundial en Ruta      | —    | —    | —    | —    | Ab.  | Ab.  | —    | —    |
| Mundial Contrarreloj | Mundial Contrarreloj | —    | —    | —    | —    | —    | —    | 40.º | —    |

—: no participa

Ab.: abandono

## Equipos
- Joker (2012-2014)
  - Joker Merida (2012-2013)
  - Team Joker (2014)
- Cannondale (2015-2016)
  - Team Cannondale-Garmin (2015)
  - Cannondale Pro Cycling Team (2016)
- Joker Icopal (2017-2018)
- Uno-X Norwegian Development Team[2] (2019)